# Scolopia pusilla
Scolopia pusilla là một loài thực vật có hoa trong họ Liễu. Loài này được (Gaertn.) Willd. miêu tả khoa học đầu tiên năm 1799.